# Hiroshi Nagai
Hiroshi Nagai (jap. 永井 博 Nagai Hiroshi; ur. 22 grudnia 1947 w Tokushimie) – japoński ilustrator i grafik, najbardziej znany w latach 80. ze swoich projektów okładek albumów z gatunku city pop, które ustanowiły rozpoznawalną estetykę wizualną związaną z luźno zdefiniowanym gatunkiem muzycznym.

## Życiorys
Nagai urodził się 22 grudnia 1947 roku w prefekturze Tokushima w Japonii. Do zostania artystą zainspirował go ojciec, który lubił malować pejzaże. Następnie Nagai udał się do Tokio, gdzie próbował dołączyć do szkoły artystycznej, ale został odrzucony. Po wizycie w Stanach Zjednoczonych latem 1973 roku i rok później w Guam stał się fanem tamtejszej scenerii, która stała się punktem wyjścia dla jego późniejszego stylu. Interesując się pop-artem, zainspirował się angielskim artystą Davidem Hockneyem.
W latach 70. obrazy ze „spokojnym widokiem na błyszczące baseny”, „migoczące panoramy miast”, „spojrzenie przez liście na plażę” sprawiły, że Nagai stał się przedstawicielem rodzącej się tokijskiej sceny muzyki pop. Od lat 70., Nagai stworzył okładki albumów dla wielu japońskich artystów, w tym Eiichi Ohtaki, Naoya Matsuoka, Hiroshi Fujiwara/Hiroshi Kawanabe, Kiyotaka Sugiyama, Teen Runnings, Ikkubaru, Sunny Day Service i Kashif, a także kompilacje AOR breeze. Ponieważ wielu z tych artystów tworzyło muzykę określaną jako „city pop”, Nagai stał się synonimem tego gatunku.
Ilustracje Hiroshiego są również częścią ruchu zwanego „vaporwave”, który porusza atmosferę lat 80. i 90. XX wieku. W 2022 roku BroadwayWorld określił go mianem „legendarnego artysty”.

## Publikacje
- „A LONG VACATION”, CBS Sony Publishing, 1979.
- „HALATION”, CBS Sony Publishing, 1981.
- „NIAGARA SONGBOOK”, Shogakukan, 1982.
- „Time Goes By... Hiroshi Nagai Works Collection”, Bunkasha, 2008. Later, Fukkan.com, 2017.